# Dascillus lithographicus
Dascillus lithographicus is een keversoort uit de familie withaarkevers (Dascillidae). De wetenschappelijke naam van de soort is voor het eerst geldig gepubliceerd in 1911 door Wickham.